# Ermita de Sant Lluís (Altea)
L'ermita de Sant Lluís es troba en la localitat d'Altea (la Marina Baixa). Va ser construïda el 1946 a la partida del Barranquet.
Les festes de Sant Lluís se celebren l'últim diumenge d'agost.